# Tahina
Tahina (лат.) — монотипный род однодольных растений семейства Пальмовые (Arecaceae), представлен единственным видом — Tahina spectabilis. Растение впервые описано в 2008 году ботаниками Д. Дрэнсфилдом и М. Ракотоариниво.
Специфические особенности развития растения позволили ему получить прозвище «пальма-самоубийца». Англоязычные названия — «tahina palm», «suicide palm».
В 2008 году Tahina spectabilis вошла в список десяти самых замечательных видов по версии Международного института по исследованию видов (США).

## Распространение, описание

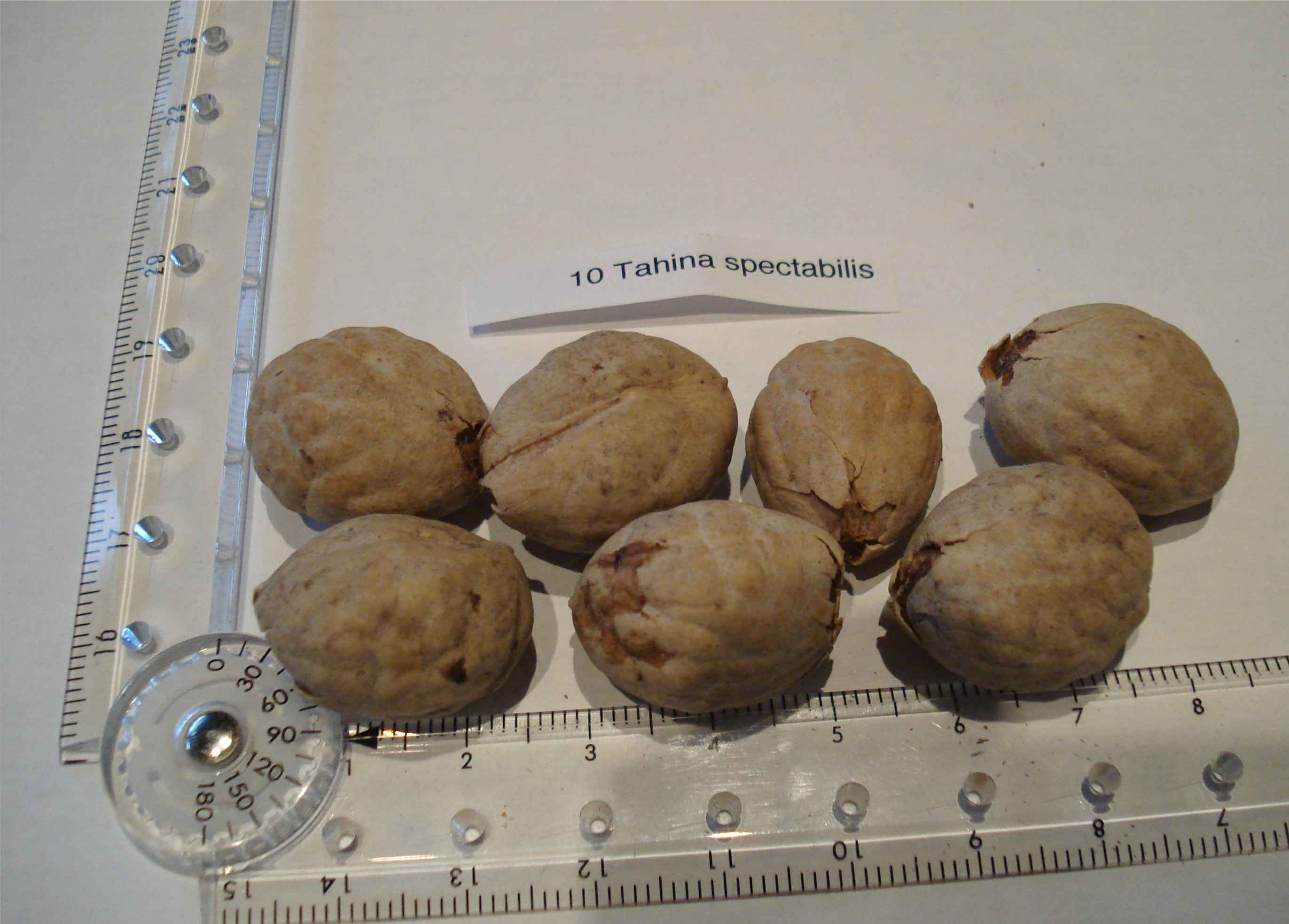
Семена

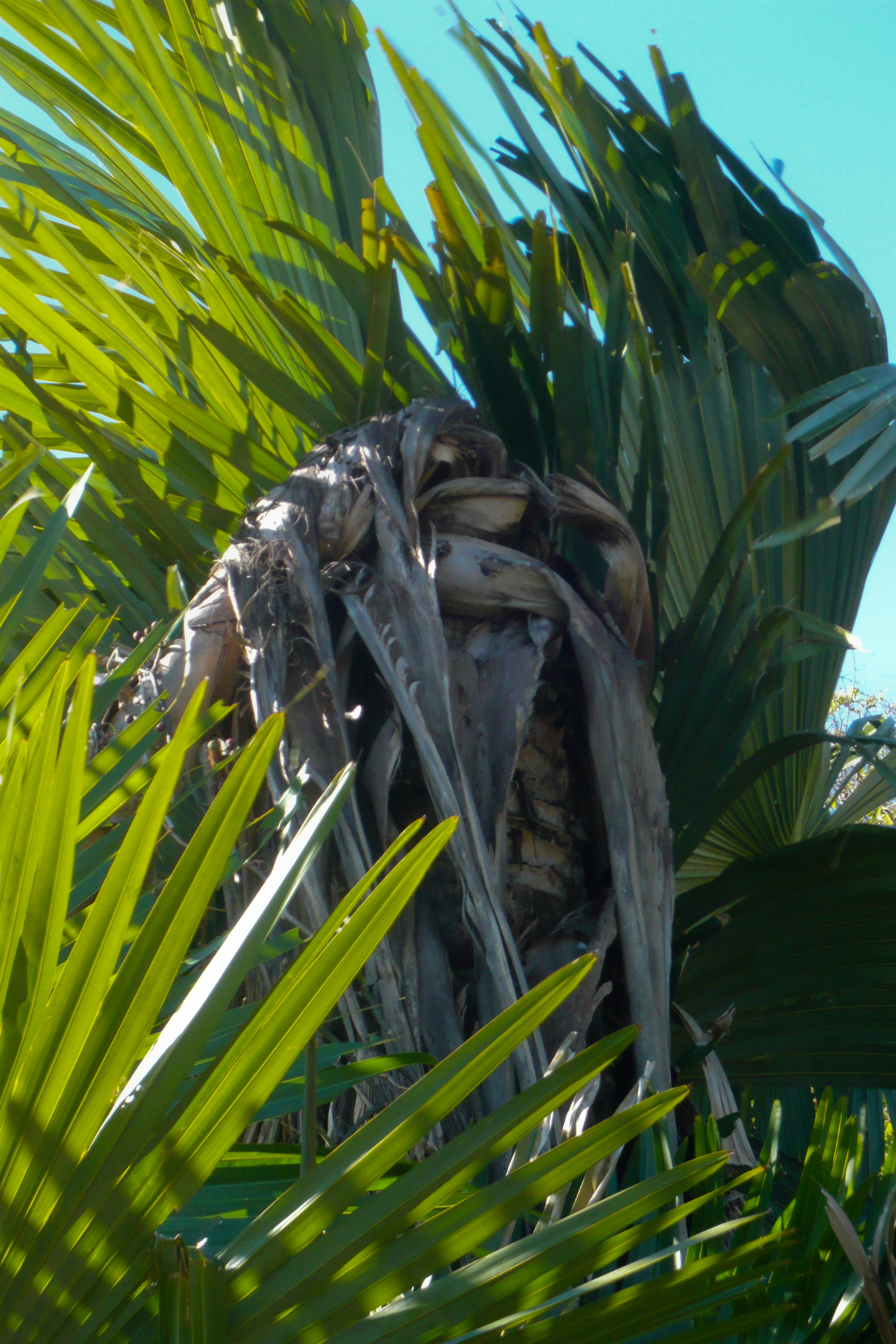
Листья

Эндемик Мадагаскара; обнаружен в районе Аналалава на северо-западе страны. Произрастает на небольшом труднодоступном участке площадью менее 4 км².
Растение сравнительно крупных размеров: высота около 18 метров, длина листьев — до 5 метров. Считается самой крупной пальмой, произрастающей на Мадагаскаре.
Продолжительность жизни пальмы — порядка 30—50 лет (по другим данным — до 100 лет). Практически всё время жизни Tahina spectabilis не плодоносит, а расцветает только в конце жизненного цикла. Цветы распускаются через несколько недель после появления побегов. После этого лепестки растения осыпаются, и пальма начинает плодоносить. Эти процессы отнимают у растения слишком много энергии, и оно погибает, после плодоношения полностью высыхая и разрушаясь.

## Замечания по охране
В 2012 году вид Tahina spectabilis получил статус «critically endangered» («вид на грани исчезновения») согласно классификации Международного союза охраны природы. Наибольшую угрозу для пальм-«самоубийц» представляют активная вырубка джунглей и лесные пожары. Ранее исследователями отмечалось менее 100 экземпляров растения, а уже к 2012 году число взрослых пальм уменьшилось примерно до 30.

## Факты
- Слово «tahina» (номенклатурное название рода) было взято из малагасийского языка; в переводе оно означает «благословлённый», «находящийся под защитой»[12].